# Relations entre la Moldavie et la Pologne
Les relations entre la Moldavie et la Pologne ont été établies après l’indépendance de la Moldavie en 1991. La Pologne est membre de l’Union européenne, à laquelle la Moldavie a candidaté en 2022. Les deux pays sont membres à part entière du Conseil de l’Europe. 

## Histoire
Historiquement, la Principauté de Moldavie a été temporairement un État vassal du Royaume de Pologne et plus tard de la République des Deux Nations. De ce fait, une communauté polonaise (en) petite mais active existait en Moldavie. De nombreuses guerres ont également opposé les deux pays. Les deux pays ont ensuite été occupés par l'Empire russe et l'Union soviétique à différentes époques.

## Relations actuelles

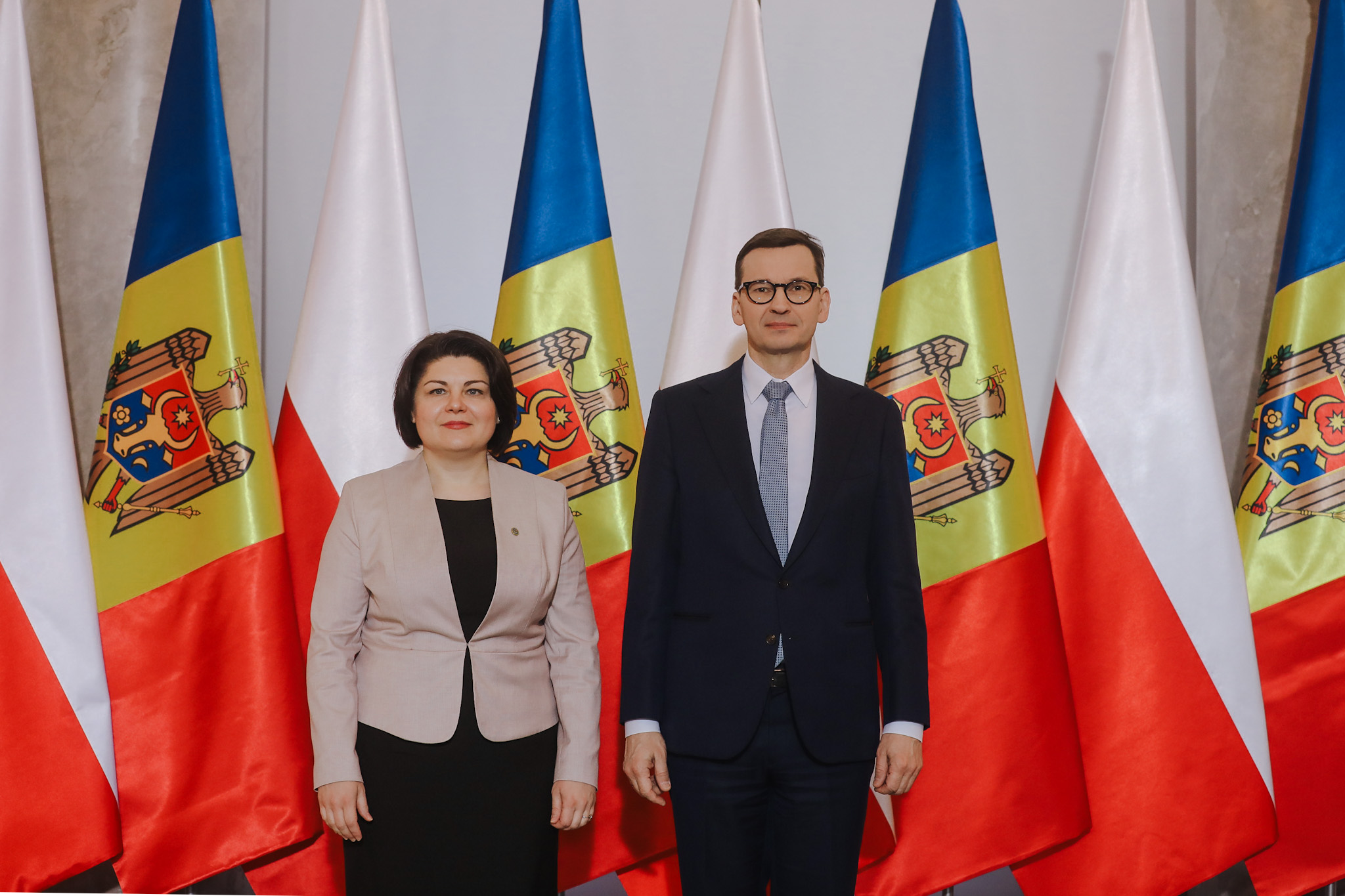
La Première ministre moldave Natalia Gavrilița rencontre le Premier ministre polonais Mateusz Morawiecki à Varsovie, le 8 avril 2022.

La Pologne a toujours été un fervent partisan de l’intégration de la Moldavie et de son adhésion à l’Union européenne, dont elle est elle-même membre,. La Pologne est bien consciente de la marginalisation politique de la Moldavie avec la situation de la Transnistrie et a officiellement annoncé qu'elle ne reconnaîtrait pas la Transnistrie comme une nation séparée.
La Pologne est l’un des dix principaux partenaires commerciaux de la Moldavie. En 2019, la Pologne était la huitième source d’importations et la sixième destination d’exportations de la Moldavie.
En 2020, à la suite de l'apparition de la pandémie de COVID-19 en Moldavie, la Pologne a fait don d'aide et d'équipements médicaux, dont notamment des concentrateurs d'oxygène, à divers hôpitaux en Moldavie,, ce également via la communauté polonaise en Moldavie.
En octobre 2021, lors d’une crise du gaz, la Moldavie a acheté un million de mètres cubes de gaz naturel à la Pologne. Il s'agissait du premier achat de gaz de la Moldavie auprès d'un pays autre que la Russie.
L'Institut de Varsovie (en), un groupe de réflexion polonais, gère un « Romania Monitor » qui étudie l'évolution des développements politiques, économiques et sociaux en Roumanie et en Moldavie.

## Communauté polonaise en Moldavie

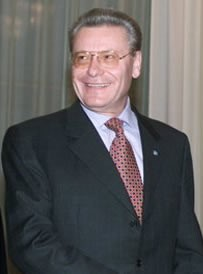
Petru Lucinschi était le deuxième président de la Moldavie ; son nom est une version roumanisée du nom de famille polonais Łuczyński.

Selon le recensement soviétique de 1989, il y avait 4 739 Polonais en RSS de Moldavie. Le recensement moldave de 2004 a fait état de la présence de 2 383 Polonais. Ce dernier recensement n’incluait pas les données collectées en Transnistrie, qui, pendant des siècles, se trouvait dans les frontières de la République des Deux Nations et était soumise à une importante colonisation polonaise. Le recensement de 2004 en Transnistrie a indiqué que 2 % de la population (environ 1 100 personnes) étaient polonaises.
Certaines publications de militants de la diaspora polonaise et de diplomates polonais mentionnent le nombre de plus de 20 000 Polonais en Moldavie, — nombre largement supérieur à celui des Polonais auto-identifiés lors du recensement. Certains auteurs incluent dans leurs estimations les personnes d'origine polonaise, tandis que d'autres supposent que les personnes de foi catholique (dans un pays à prédominance orthodoxe orientale) sont très probablement d'origine polonaise ; et cela peut inclure, par exemple, les Ukrainiens ayant des liens avec la Pologne dans leur ascendance.
En raison des politiques russes et soviétiques à l'égard de la culture polonaise, seul un faible pourcentage de Polonais en Moldavie parlent aujourd'hui polonais. Ainsi Petru Lucinschi, deuxième président de la Moldavie, porte-t-il une version roumanisée du nom de famille polonais Łuczyński, mais ne s'est jamais identifié publiquement à un héritage polonais. Un certain nombre de politiciens transnistriens, tels que l'ancienne première dame Nina Shtanski et Yevgeni Zubov, sont cependant plus ouverts sur leurs racines polonaises.

## Missions diplomatiques résidentes
- La Moldavie dispose d'une ambassade à Varsovie.
- La Pologne a une ambassade à Chișinău.

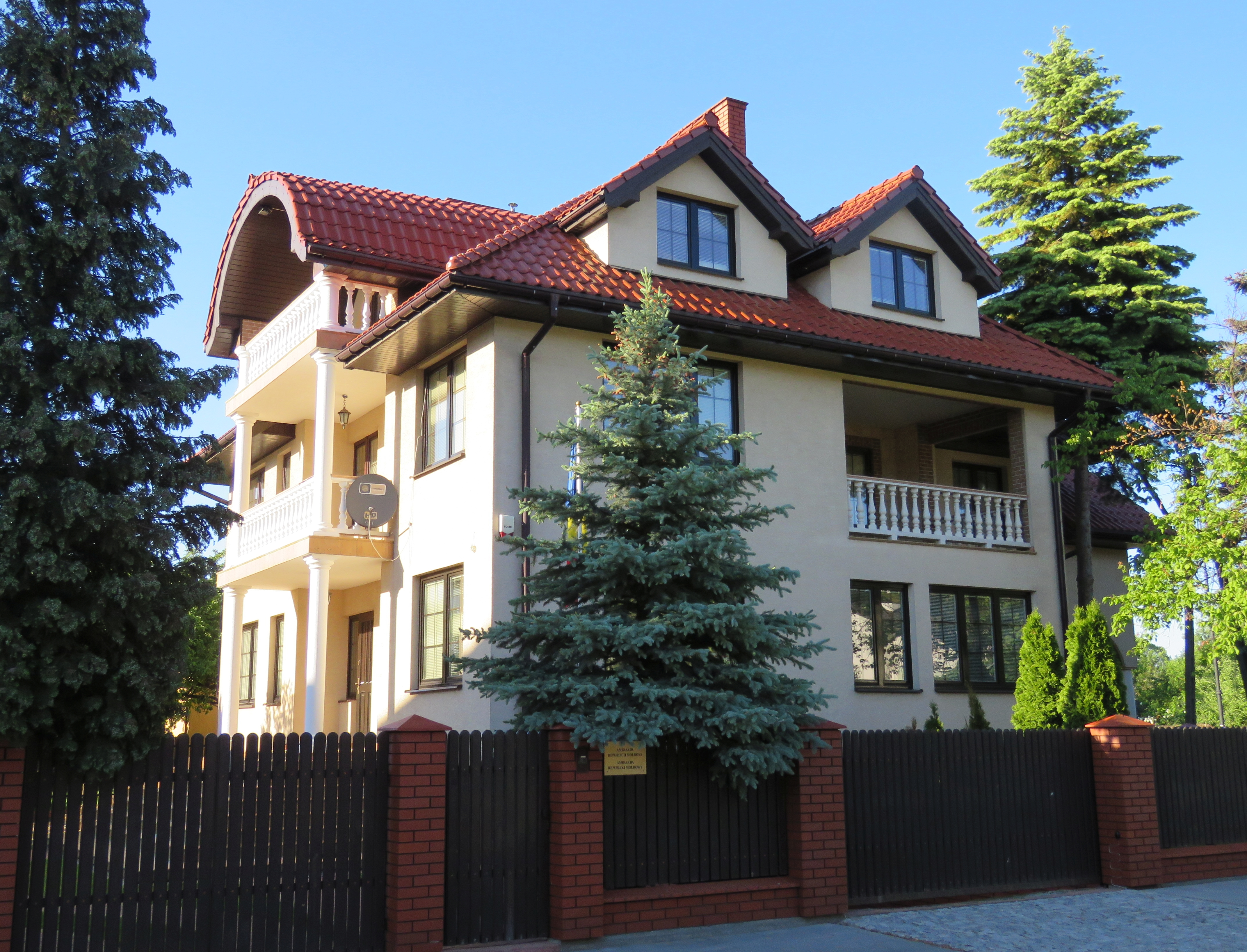
L'ambassade de Moldavie à Varsovie.
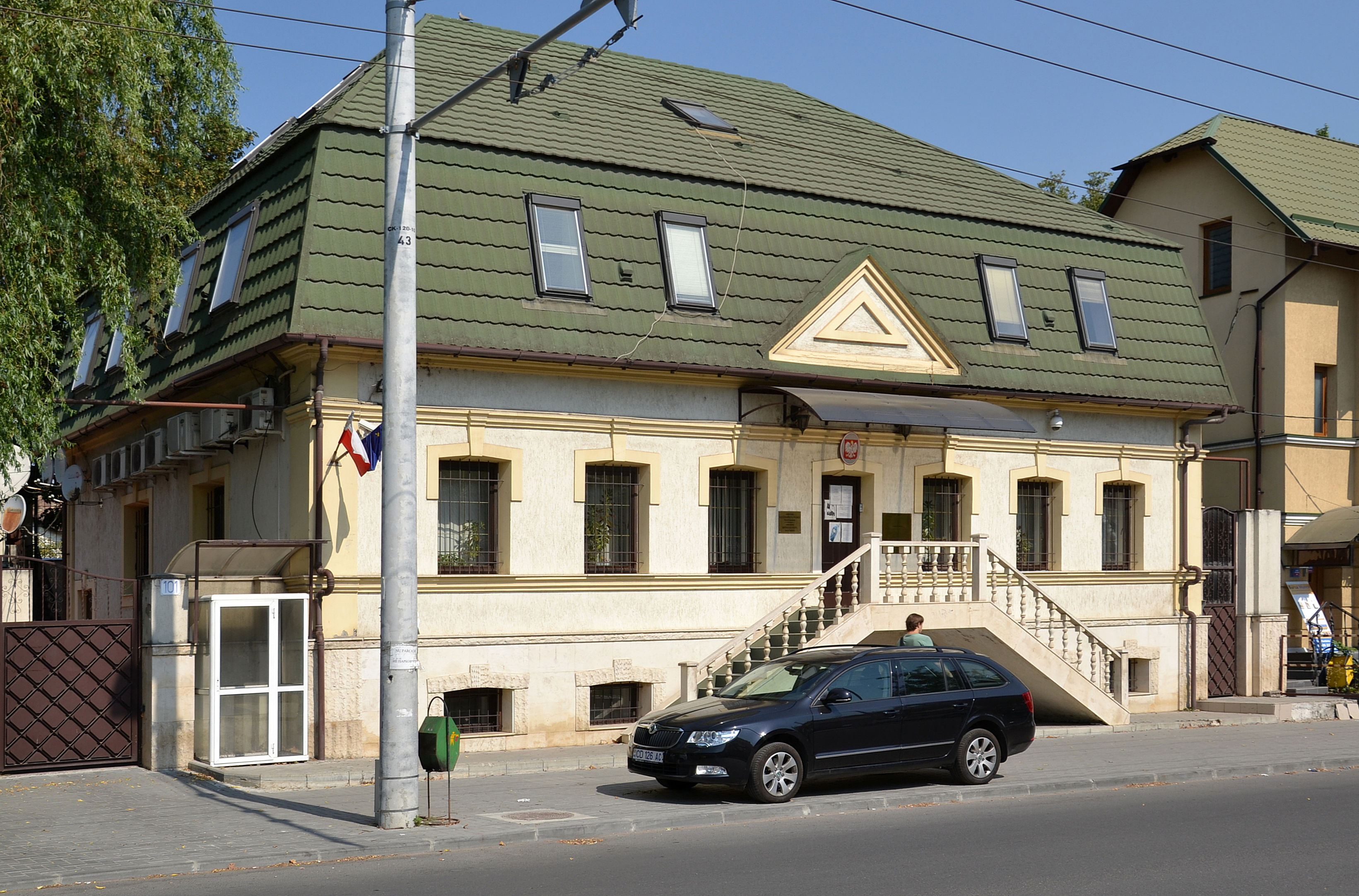
L'ambassade de Pologne à Chișinău.